# 12147 Bramante
12147 Bramante è un asteroide della fascia principale. Scoperto nel 1960, presenta un'orbita caratterizzata da un semiasse maggiore pari a 2,4880392 UA e da un'eccentricità di 0,0924558, inclinata di 3,48118° rispetto all'eclittica.